# La Rhune
La Rhune ou Larrun en basque est un sommet situé dans la chaîne des Pyrénées, au Pays basque, dans le département français des Pyrénées-Atlantiques. Son altitude est de 900 ou 901 m.
Le massif de la Rhune est traversé par la ligne de frontière franco-espagnole, qui est aussi la frontière entre les provinces basques du Labourd et de la Haute-Navarre.

## Toponymie
La Rhune est le plus haut sommet d'un massif ou d'une zone dont il a pris le nom. Ainsi on trouve plus à l'ouest le sommet dit La Petite Rhune ou Petit Larroun (toponymes transférés). Le nom du sommet varie d'une carte à l'autre : les cartes IGN citent « La Rhune (Larrun) » à l'échelle 1:25000 ou « Larrun (La Rhune) » à l'échelle 1:50000, les cartes géologiques de France à l'échelle 1:50000 donnent quant à elles « Mont Larroun (la Rhune) ». En français, jusqu'au XVIIIe siècle on écrivait Larhune. Le nom espagnol est Larrún.
Le nom du massif est une coupure fautive du nom basque Larrun (prononcer La[rr]oun, [rr] désignant une consonne vibrante) venant des morphèmes larr- signifiant « pâturage » ou « lande » + hun(e) « endroit » : Larrun signifie donc « lieu de pâtures » en basque et dans lequel l'article roman n'a pas de légitimité.

## Géographie

### Situation

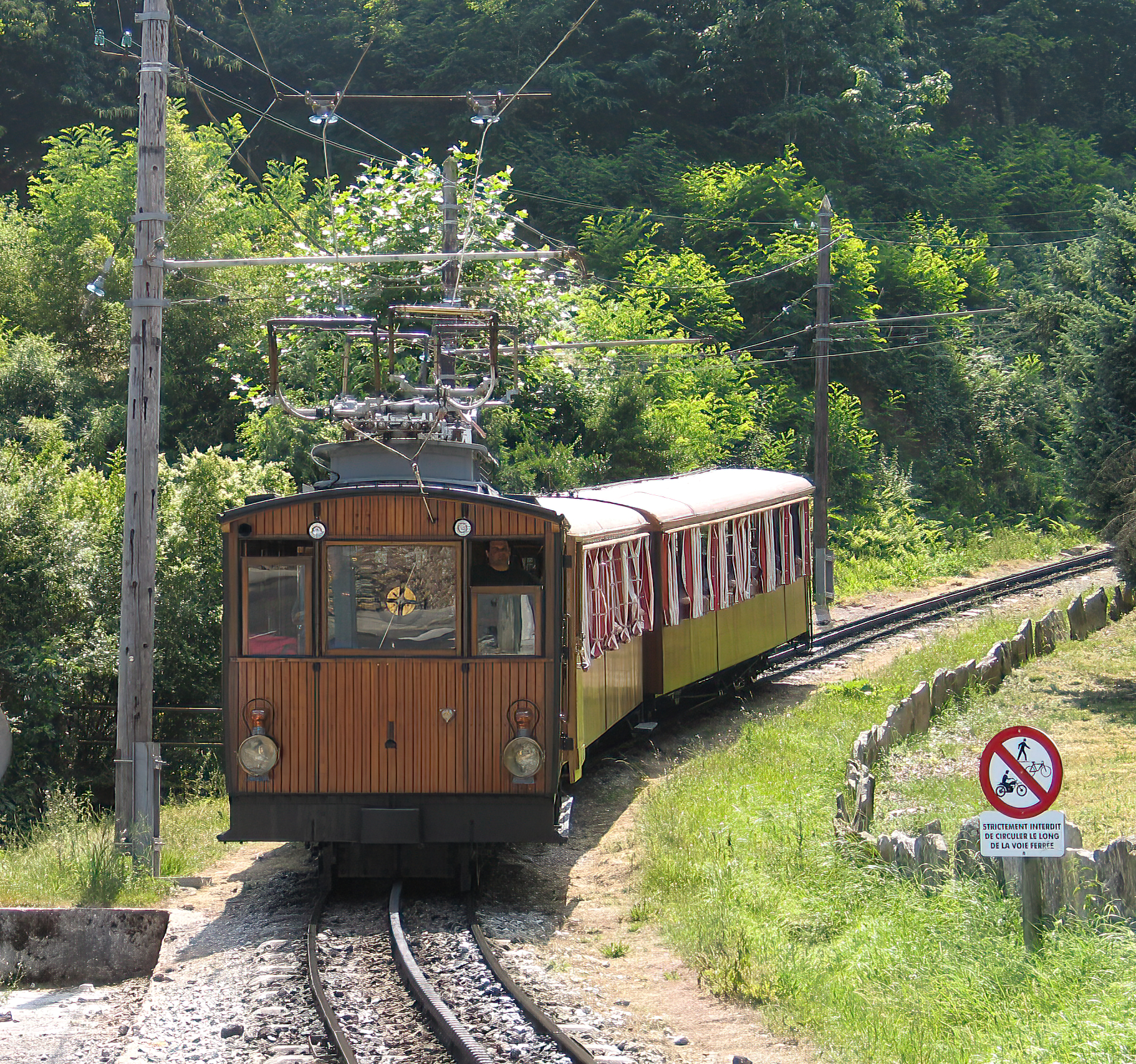
Le petit train de la Rhune.

La Rhune est un sommet européen situé dans les Pyrénées occidentales, à la frontière entre l'Espagne et la France, entre les basques traditionnels du Labourd et de la Navarre (secteur de Bortziriak). Son altitude est de 900 ou 901 mètres.
Le massif, de douze kilomètres de long sur six de large, s'étend du nord au sud du col de Saint-Ignace (altitude 169 mètres) au col de Lizuniaga (altitude 210 mètres), et d'est en ouest, du bassin de Sare (altitude 74 mètres) au col d'Inzola (altitude 270 mètres).

### Topographie
Le panorama au sommet offre une vue dégagée sur les territoires environnants de la Basse-Navarre, de la Navarre, du Guipuscoa, et de la côte basque bordée par le golfe de Gascogne (océan Atlantique) depuis Saint-Sébastien jusqu'à l'embouchure du fleuve Adour et aux Landes.

### Géologie
La plupart des roches datent du Permien. Un grès de type vosgien se trouve depuis le sommet en descendant vers le flanc est, des couches basaltiques et du grès sont présents sur le flanc ouest, les bases nord et sud de la montagne se trouvent des éboulis rocheux et des limons récents.
Concernant les couches basaltiques, la notice de la carte géologique au 1:50000 d'Espelette note que : « très épaisses au voisinage du mont Larroun, ces coulées se retrouvent dans la plupart des affleurements de Permien des Pyrénées navarraises mais leur puissance [...] va décroissant à partir du mont Larroun, vers le Sud, comme aussi vers l'Est. Aussi, semble-t-il que le centre d'émission principal soit non loin du sommet actuel de cette montagne et que les coulées aient rayonné à partir de ce centre, sur une distance de 30 km environ. »

### Climat
Le climat est de type océanique assez pluvieux dû à la proximité des eaux chaudes du golfe de Gascogne et à la faible élévation de la montagne. Il peut néanmoins neiger au sommet en hiver.

### Faune et flore
Les flancs de la montagne sont fréquentées par les pottokak et les troupeaux de brebis à tête noire ou rousse et aux cornes en tire-bouchon (manech), menés par des bergers. Ce secteur abrite une plante carnivore typique des zones humides : le rossolis (Drosera rotundifolia).

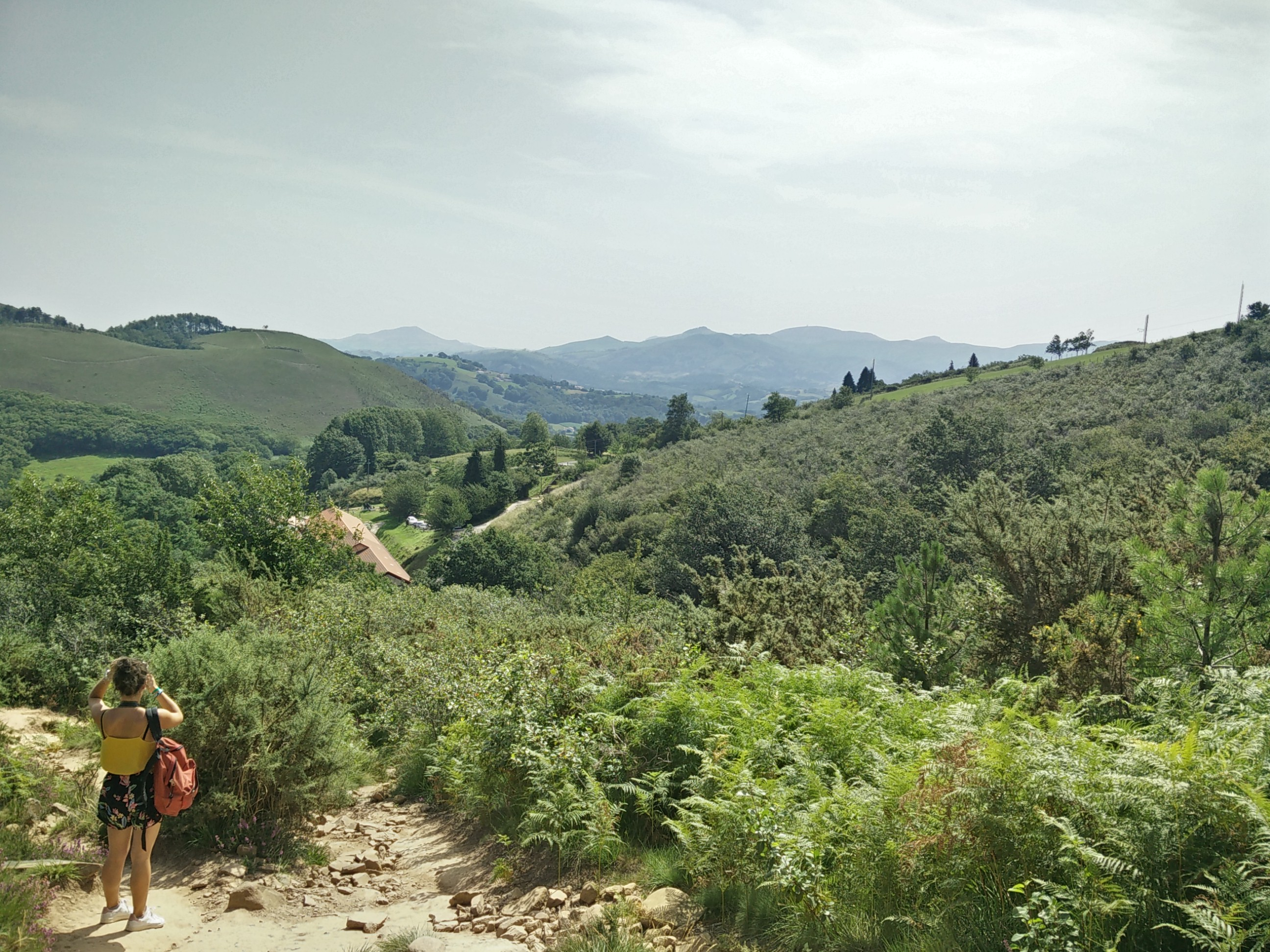
Paysage depuis le sentier montant au sommet de la Rhune, avec le Pays basque en fond.
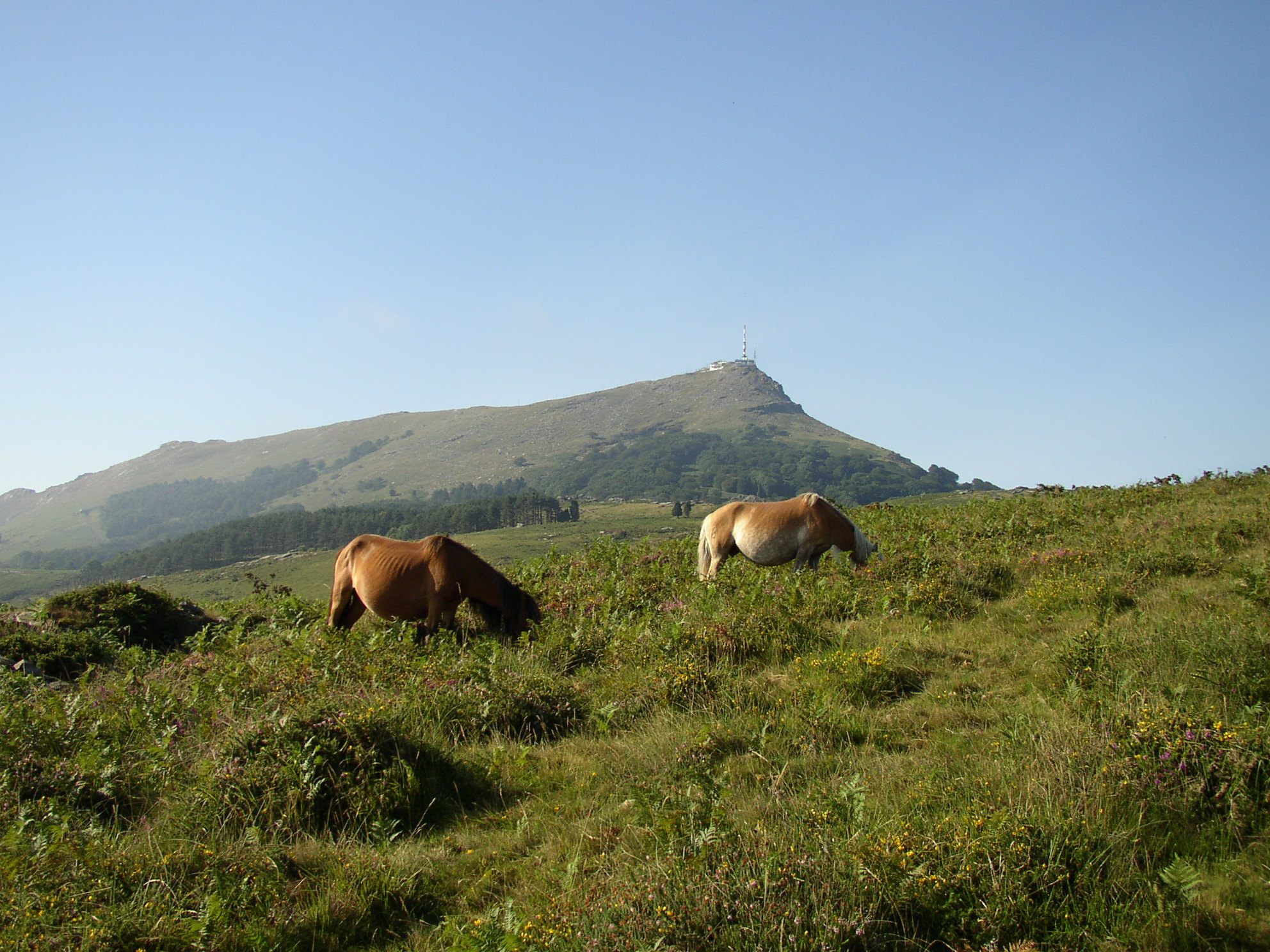
Chevaux en liberté de l'espèce pottok avec La Rhune en fond.
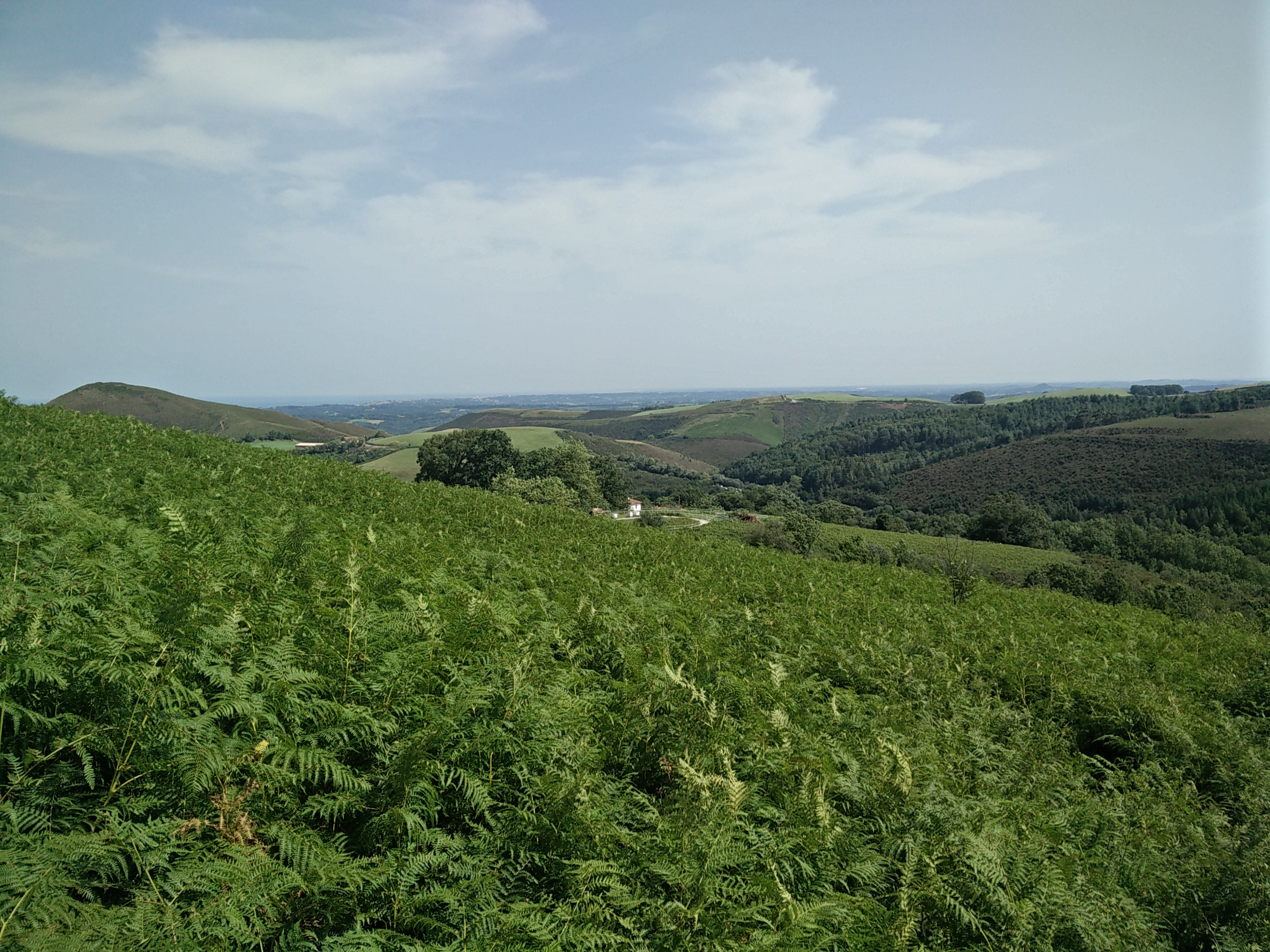
Paysage depuis le sentier montant au sommet de la Rhune avec en premier plan un champ de fougère et en fond le Pays basque.

## Histoire
Les cromlechs, tumuli et autres dolmens attestent la présence de l'homme sur les pentes de la Rhune dès la préhistoire.
Au début du XVIIe siècle, le conseiller de Lancre est réputé y avoir fait « arder et brancher » des sorcières. Il était également convaincu qu'au sommet de la montagne s'effectuaient des réunions de sorcières ou akelarre (littéralement « lande du bouc »).
L'impératrice Eugénie, séjournant à Biarritz, lança la mode des excursions sur la montagne.

## Activités

### Tourisme
La Rhune est une destination touristique prisée, grâce notamment depuis 1924 au petit train de la Rhune, un train à crémaillère partant du col de Saint-Ignace. De multiples sentiers permettent de gravir la Rhune, depuis Ascain, Sare, le col de Saint-Ignace, le col de Lizuniaga, le col des Trois Fontaines, ou la Venta Yasola.
Le panorama à 360° offre une vue dégagée sur le Pays basque, les Landes et l'océan Atlantique.

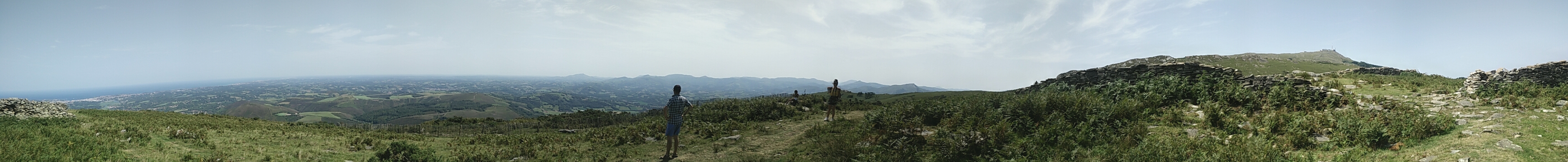
Panorama pris depuis le sommet le plus bas de la Rhune.

### Sports
La Rhune est le point culminant de plusieurs épreuves de course à pied partant depuis Ascain : la course de la Rhune, une course de montagne de 13 km en montée et descente, la Skyrhune, une SkyRace de 21 km, et le défi de la Rhune, une course contre-la-montre de 4,4 km dont le but est de monter plus vite que le train de la Rhune, soit moins de 35 min.

### Infrastructures

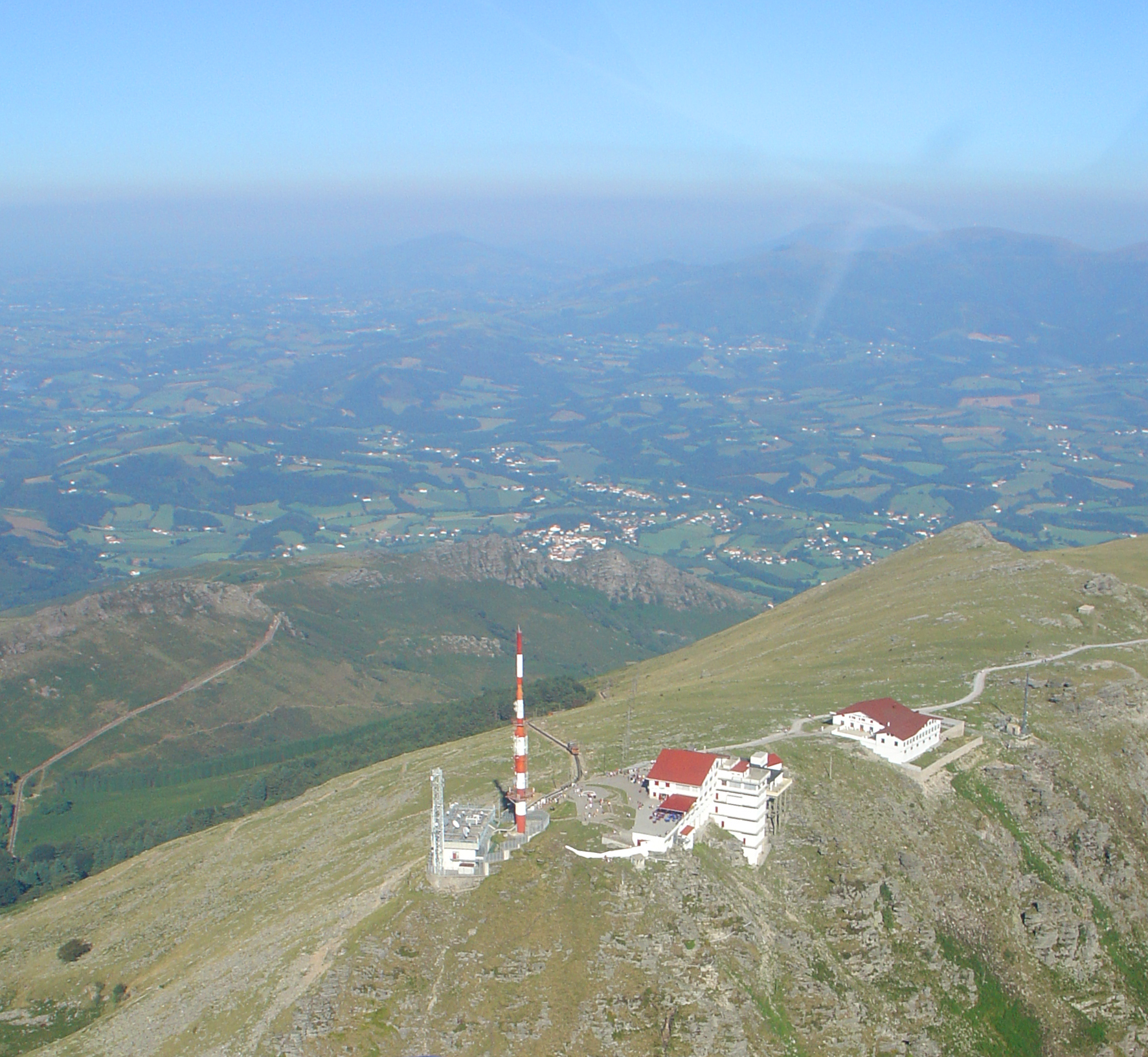
Vue en contrebas du sommet montrant les installations qui le couvrent : brasserie, magasins de souvenirs, antenne de transmission.

Le sommet possède des antennes-relais radio et de télévision qui permettent de couvrir la zone densément peuplée du bord de mer, de Hendaye à Bayonne.

## Dans la culture

### Légendes
La Rhune, dominant le Labourd, a été la scène de nombreuses légendes. L'une d'entre elles raconte que dans ses entrailles vivait un serpent à sept queues, appelé lehen sugea. Un jour, il cracha des métaux nobles qui se trouvaient dans la montagne. L'or et l'argent sont descendus par les pentes de La Rhune, formant des rivières ardentes qui ont rasé les forêts de la zone. Ce serait une explication romanesque de l'absence de forêts dans le Labourd.
Lors des procès en sorcellerie de 1609, la montagne de la Rhune fut citée comme un lieu du sabbat.

### LesPierres réveilléesdu col de Zizkoitz
Durant l'année qui suivit le décès, le 21 février 1988, de Maurice Abeberry sur les pentes de La Rhune, Pantxoa Saint-Esteben a réalisé, sur le site du col de Zizkoitz, des sculptures dans la roche en poudingue. Les Pierres réveillées du col de Zizkoitz ont été réalisées grâce à la participation des souscriptions de l'association « Hommage à Maurice Abeberry », de la Fédération française de pelote basque, du Barreau de Bayonne, de l'Institut culturel basque, de la commune d'Urrugne et de la SHEM Train à crémaillère de la Rhune.

### Philatélie
En 1997, est émis un timbre de 3 francs, multicolore, sur les corsaires basques qui ont servi les rois de France pendant l'Ancien Régime. L'illustration représente deux corsaires et leur navire, entourant le paysage montagneux de la Rhune derrière le fort de Socoa, à Ciboure. La vente anticipée avec oblitération 1er jour se déroule le 13 septembre à Saint-Jean-de-Luz. Le timbre porte le no YT 3103.